# Північний Батукліанг
Північний Батукліа́нг (індонез. Batukliang Utara) — один з 12 районів округу Центральний Ломбок провінції Західна Південно-Східна Нуса у складі Індонезії. Розташований у північній частині. Адміністративний центр — село Тератак.
Населення — 48304 особи (2012; 47847 в 2011, 47268 в 2010, 46294 в 2009, 45687 в 2008).

## Адміністративний поділ
До складу району входять 8 сіл:
| Населений пункт      | Населення, осіб (2010) | Населення, осіб (2012) |
| -------------------- | ---------------------- | ---------------------- |
| Аїк-Берік, село      | 6634                   | 6781                   |
| Аїк-Букак, село      | 7305                   | 7465                   |
| Каранг-Сідемен, село | 5383                   | 5501                   |
| Лантан, село         | 4617                   | 4719                   |
| Мас-Мас, село        | 4219                   | 4310                   |
| Сетілінг, село       | 6135                   | 6269                   |
| Танак-Беак, село     | 5563                   | 5684                   |
| Тератак, село        | 7412                   | 7575                   |